# Stanisław Marek (żołnierz)
Stanisław Marek (ur. 26 października 1920 w Żarnówce, zm. 31 stycznia 2024) – porucznik  Batalionów Chłopskich, kawaler Krzyża Srebrnego Orderu Wojennego Virtuti Militari.

## Życiorys
Syn Józefa (1882-1959) i Anny z domu Woźnej (1895-1962) (rolników). Członek Stronnictwa Ludowego i Związku Młodzieży Wiejskiej „Wici” (od 1936). We wrześniu 1939 zgłosił się ochotniczo do Wojska Polskiego. 12 października 1939 aresztowany przez Niemców, zwolniony pod koniec listopada tr. z obowiązkiem codziennego meldowania się na Gestapo. W tym samym miesiącu wstąpił do konspiracyjnej Organizacji Orła Białego. Od maja 1941 w strukturach Związku Walki Zbrojnej, należał również do Stronnictwa Ludowego „Roch”. W tym okresie prowadził kurs dowódców plutonów oraz uczestniczył w akcjach sabotażowych w rejonie Przemyśla i Jarosławia (w oddziale Romana Kisiela „Sępa”). W maju 1941 przeszedł do Batalionów Chłopskich. W rejonie Makowa Podhalańskiego zorganizował oddział partyzancki, który był podporządkowany dowódcy VI Okręgu BCh - ppłk. Narcyzowi Wiatrowi. Stanisław Marek zajmował wówczas kolejno stanowiska zastępcy dowódcy plutonu i dowódcy plutonu w tym oddziale. Pełnił jednocześnie funkcję kierownika sekcji wywiadu na południową część powiatu wadowickiego.
We wrześniu 1944 objął stanowisko komendanta oddziału specjalnego Batalionów Chłopskich „Groń”, z którym przeprowadził wiele akcji dywersyjnych (w tym we współdziałaniu z Armią Krajową). Działał w Związku Młodzieży Polskiej. W lipcu 1944 za całokształt działalności konspiracyjnej odznaczony został przez Komendę Główną BCh Krzyżem Srebrnym Orderu Wojennego Virtuti Militari. Po wojnie pracował w spółdzielczości bankowej.
Żonaty z Genowefą z domu Bachul (działaczką ZHP, żołnierzem BCh). miał braci Józefa (1907-1919) i Jana (1923-1991) oraz siostrę Annę (ur. 1929) . Został pochowany na cmentarzu parafialnym w Makowie Podhalańskim.

## Odznaczenia
- Krzyż Srebrny Orderu Wojennego Virtuti Militari
- Krzyż Oficerski Orderu Odrodzenia Polski
- Krzyż Kawalerski Orderu Odrodzenia Polski
- Krzyż Walecznych (dwukrotnie)
- Złoty Krzyż Zasługi
- Brązowy Krzyż Zasługi z Mieczami
- Medal za Długoletnie Pożycie Małżeńskie (1999)[7]
- Medal „Za zasługi dla Ruchu Ludowego” im. Wincentego Witosa